# Gle Guha Uleue
Gle Guha Uleue är en kulle i Indonesien.   Den ligger i provinsen Aceh, i den västra delen av landet, 1 700 km nordväst om huvudstaden Jakarta. Toppen på Gle Guha Uleue är 255 meter över havet.
Terrängen runt Gle Guha Uleue är kuperad åt sydväst, men åt nordost är den platt.Runt Gle Guha Uleue är det ganska tätbefolkat, med 160 invånare per kvadratkilometer. Närmaste större samhälle är Reuleuet, 8,0 km öster om Gle Guha Uleue. I omgivningarna runt Gle Guha Uleue växer i huvudsak städsegrön lövskog.